# Ctenotus delli
Ctenotus delli este o specie de șopârle din genul Ctenotus, familia Scincidae, descrisă de Storr 1974. Conform Catalogue of Life specia Ctenotus delli nu are subspecii cunoscute.